# Île d'Arousa
L'île d'Arousa (en galicien : A Illa de Arousa, en espagnol : Isla de Arosa) est une île et une Municipalité insulaire située dans la province de Pontevedra en Galice (Espagne), dans le Ria de Arosa
On y trouve le phare de Punta Cabalo construit en 1853 et toujours actif.

## Présentation
Depuis 1985 elle est reliée par un pont au continent, ce qui a dynamisé son économie.

## Arts et culture
- O corno, une histoire de femmes, film de Jaione Camborda (2023), coquille d'or du meilleur film de la 71e édition du Festival International de Cinéma de Saint-Sébastien[1].

## Tourisme
Grâce en partie à ses 36 km de côtes et de plages, l'Union européenne a déclaré l'île réserve naturelle. En raison de son paysage et de ses plages, l'île est l'une des principales destinations touristiques de Galice, avec Sanxenxo et d'autres municipalités de la comarque de Salnés.
- Complexe intermareal Umia-O Grove

## Liens externes

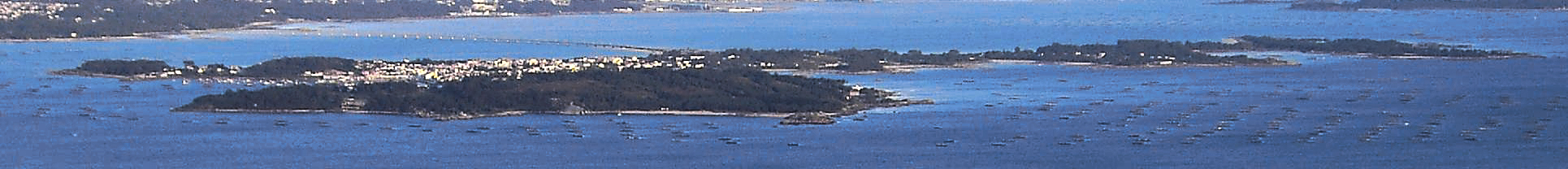
Vue de l'île d'Arousa.